# Bárður Hansen
Pour les articles homonymes, voir Hansen.
Bárður Jógvanson Hansen, né le 13 mars 1992 à Tórshavn aux îles Féroé, est un footballeur international féroïen, qui évolue au poste de défenseur.

## Biographie

### Carrière en club
Avec le club du Víkingur Gøta, Bárður Hansen dispute 18 matchs en Ligue Europa, pour un but inscrit,.
Avec le Víkingur Gøta, il remporte quatre fois la coupe des îles Féroé.

### Carrière internationale
Bárður Hansen compte 4 sélections avec l'équipe des îles Féroé depuis 2015,. 
Il est convoqué pour la première fois en équipe des îles Féroé par le sélectionneur national Lars Olsen, pour un match des éliminatoires de l'Euro 2016 contre la Grèce le 13 juin 2015. Le match se solde par une victoire 2-1 des Féroïens.

## Palmarès
- Avec le Víkingur Gøta
  - Vainqueur de la Coupe des îles Féroé en 2009, 2012, 2013 et 2015
  - Vainqueur de la Supercoupe des îles Féroé en 2014, 2015 et 2016